# Podocarpus andinus
Podocarpus andinus là một loài thực vật hạt trần trong họ Podocarpaceae. Loài này được Poepp. ex Endl. mô tả khoa học đầu tiên năm 1847.